# 簡稱
簡稱（英語：contraction，或称简缩、缩略），是一個名稱的簡短稱呼，在多種語言內都有此用法。在欧洲诸语言中，当特定的前置词和冠词连续时，其连接成为一个词的现象。
在英语里简称是一个单词、音节或词组的书面语和口语形式的缩写形式，由内部字母和声音的省略而产生。
在语言学分析中，虽然元音缩合、缩写和首字母缩略词（包括首字母缩略字）都有一些共同的语义和语音功能，虽然这三个词都是由“缩写”这个术语在松散的说法中所包含的。简称也不同于剪裁，在剪裁中，开始和结束被省略。簡稱既可從全稱中選取關鍵字，也可以用一些通俗的簡短叫法，而縮寫則只能是前者。
簡稱有時又叫作縮寫，但兩者意思並非完全一樣。
而在英语定义里与“混成词”（英語：portmanteau）术语（一种混合的词汇）有部分重叠，但是，我们可以通过注意到简称是由按顺序出现在一起的单词构成的，例如do和not，而一个英语混成词是由两个或两个以上的现有单词组成的，它们都与混成词所描述的一个单一概念有关。

## 簡寫
在名稱太長難記的情況下，可以使用簡稱來減少冗長的文字，以提高閱讀的速度。但因簡稱的意思模糊而易被人誤會，如“我要赴‘印’開會”，此時「印」字可以是「印度」也可指「印度尼西亚」。

## 延伸閱讀
- . . М.: «Просвещение». Ред.-сост.: Л. И. Тимофеев и С. В. Тураев. 1974: 390 （俄语）. （俄文）

## 外部連結
- Contractions — English Grammar Today — Cambridge Dictionary （页面存档备份，存于）